# Copa Pan-Americana de Voleibol Feminino de 2014
O Copa Pan-Americana de Voleibol Feminino de 2014 foi a 13ª edição do torneio organizado pela União Pan-Americana de Voleibol (UPV), em parceria com a NORCECA e CSV, realizado no período de  11 a  19 de junho com as partidas realizadas  no Gimnasio Olímpico Juan de la Barrera e  Polideportivo Carlos Martínez Balmori, localizados na capital mexicana e na cidade de Pachuca, respectivamente;  contou com a participação de onze países e com vagas para disputar a edição do Grand Prix de Voleibol de 2015.
A Seleção Dominicana conquistou seu terceiro título na competição;e a líbero do time campeão  Brenda Castillo foi eleita a Melhor Jogadora (MVP) de toda competição.

## Seleções participantes
As seguintes seleções participaram da Copa Pan-Americana de Voleibol Feminino:
| Equipe               | Última participação |
| -------------------- | ------------------- |
| México               | (Sede), 12º em 2013 |
| Argentina            | 3º em 2013          |
| Brasil               | 4º em 2013          |
| Canadá               | 7º em 2013          |
| Colômbia             | 9º em 2013          |
| Costa Rica           | 11º em 2013         |
| Cuba                 | 6º em 2013          |
| Estados Unidos       | 1º em 2013          |
| Peru                 | 8º em 2013          |
| Porto Rico           | 5º em 2013          |
| República Dominicana | 2º em 2013          |
| Trinidad e Tobago    | 11º em 2007         |

Nota

A Seleção Brasileira desistiu da competição faltando dois dias para o início do torneio, desfalcando o Grupo B.

## Formato da disputa
Inicialmente as doze seleções foram divididas proporcionalmente em Grupos A e B, em cada grupo as seleções se enfrentam entre si, e ao final dos confrontos a melhor equipe de cada grupo classifica-se automaticamente para as semifinais; já as segundas e terceiras posições disputaram as quartas de final (cruzamento olímpico), com a desistência odo Brasil o Grupo B ficou desfalcado.
As equipes posicionadas na quarta e quinta posição de cada grupo disputaram as classificações do quinto ao décimo lugares e a sexta colocada finalizou na décima primeira posição.
Os perdedores das quartas de final disputaram as classificações do sétimo ao nono lugares, já os  vencedores das quartas de final disputaram as semifinais e destes confrontos as melhores equipes fizeram a final e os perdedores a disputa do bronze.

## Fase classificatória
Classificação

## Grupo A
|     |                      |     | Jogos | Jogos | Jogos | Resultados | Resultados | Resultados | Resultados | Resultados | Resultados | Sets | Sets | Sets  | Pontos | Pontos | Pontos |
| Pos | Equipe               | Pts | T     | V     | D     | 3–0        | 3–1        | 3–2        | 2–3        | 1–3        | 0–3        | V    | P    | R     | V      | P      | R      |
| --- | -------------------- | --- | ----- | ----- | ----- | ---------- | ---------- | ---------- | ---------- | ---------- | ---------- | ---- | ---- | ----- | ------ | ------ | ------ |
| 1   | República Dominicana | 14  | 5     | 5     | 0     | 3          | 1          | 1          | 0          | 0          | 0          | 15   | 3    | 5,000 | 419    | 330    | 1.270  |
| 2   | Canadá               | 10  | 5     | 3     | 2     | 2          | 1          | 0          | 1          | 0          | 1          | 11   | 7    | 1.571 | 417    | 385    | 1.083  |
| 3   | Cuba                 | 12  | 5     | 4     | 1     | 2          | 2          | 0          | 0          | 0          | 1          | 12   | 5    | 2.400 | 399    | 377    | 1.058  |
| 4   | México               | 6   | 5     | 3     | 2     | 0          | 0          | 3          | 0          | 0          | 2          | 9    | 12   | 0.750 | 379    | 394    | 0.962  |
| 5   | Peru                 | 5   | 5     | 1     | 4     | 1          | 0          | 0          | 2          | 1          | 1          | 8    | 12   | 0.667 | 444    | 455    | 0.976  |
| 6   | Trinidad e Tobago    | 1   | 5     | 0     | 5     | 0          | 0          | 0          | 1          | 1          | 3          | 3    | 15   | 0.200 | 332    | 427    | 0.778  |

Resultados
| 11 de junho de 2014 15:00 P2 | Canadá      | 3 — 1                   | Peru        | Gimnasio Olímpico Juan de la Barrera, Cidade de México Público: 150 Árbitro(s): PUR David Reyes MEX Luis Macias |
| 11 de junho de 2014 15:00 P2 | 25 26 23 25 | Set 1 Set 2 Set 3 Set 4 | 18 24 25 20 | Gimnasio Olímpico Juan de la Barrera, Cidade de México Público: 150 Árbitro(s): PUR David Reyes MEX Luis Macias |

| 11 de junho de 2014 17:17 P2P3 | Trinidad e Tobago | 0 — 3             | República Dominicana | Gimnasio Olímpico Juan de la Barrera, Cidade de México Público: 350 Árbitro(s): CRC Marvin Mora COL Misael Galindo |
| 11 de junho de 2014 17:17 P2P3 | 12 11 16          | Set 1 Set 2 Set 3 | 25                   | Gimnasio Olímpico Juan de la Barrera, Cidade de México Público: 350 Árbitro(s): CRC Marvin Mora COL Misael Galindo |

| 11 de junho de 2014 19:00 P2P3 | México   | 0 — 3             | Cuba | Gimnasio Olímpico Juan de la Barrera, Cidade de México Público: 1 050 Árbitro(s): ARG Pedro Fabián Concio USA Mary Holly Blalock |
| 11 de junho de 2014 19:00 P2P3 | 19 17 21 | Set 1 Set 2 Set 3 | 25   | Gimnasio Olímpico Juan de la Barrera, Cidade de México Público: 1 050 Árbitro(s): ARG Pedro Fabián Concio USA Mary Holly Blalock |

| 12 de junho de 2014 15:00 P2P3 | República Dominicana | 3 — 1                   | Cuba        | Gimnasio Olímpico Juan de la Barrera, Cidade de México Público: 200 Árbitro(s): MEX Luis Macias ARG Pedro Fabián Concio |
| 12 de junho de 2014 15:00 P2P3 | 24 25                | Set 1 Set 2 Set 3 Set 4 | 26 17 21 19 | Gimnasio Olímpico Juan de la Barrera, Cidade de México Público: 200 Árbitro(s): MEX Luis Macias ARG Pedro Fabián Concio |

| 12 de junho de 2014 17:13 P2P3 | Canadá | 3 —0                    | Trinidad e Tobago | Gimnasio Olímpico Juan de la Barrera, Cidade de México Público: 300 Árbitro(s): USA Mary Holly Blalock PUR David Reyes |
| 12 de junho de 2014 17:13 P2P3 | 25 26  | Set 1 Set 2 Set 3 Set 4 | 23 14 24          | Gimnasio Olímpico Juan de la Barrera, Cidade de México Público: 300 Árbitro(s): USA Mary Holly Blalock PUR David Reyes |

| 12 de junho de 2014 07:00 P2P3 | México         | 3 — 2                         | Peru           | Gimnasio Olímpico Juan de la Barrera, Cidade de México Público: 1 000 Árbitro(s): COL Misael Galindo CRC Marvin Mora |
| 12 de junho de 2014 07:00 P2P3 | 25 16 28 21 15 | Set 1 Set 2 Set 3 Set 4 Set 5 | 23 25 26 25 11 | Gimnasio Olímpico Juan de la Barrera, Cidade de México Público: 1 000 Árbitro(s): COL Misael Galindo CRC Marvin Mora |

| 13 de junho de 2014 04:00 P2P3 | Trinidad e Tobago | 0 — 3             | Peru     | Gimnasio Olímpico Juan de la Barrera, Cidade de México Público: 150 Árbitro(s): CRC Marvin Mora USA Mary Holly Blalock |
| 13 de junho de 2014 04:00 P2P3 | 24 21 24          | Set 1 Set 2 Set 3 | 26 25 26 | Gimnasio Olímpico Juan de la Barrera, Cidade de México Público: 150 Árbitro(s): CRC Marvin Mora USA Mary Holly Blalock |

| 13 de junho de 2014 06:00 P2P3 | Cuba     | 0 — 3             | Canadá | Gimnasio Olímpico Juan de la Barrera, Cidade de México Público: 1 000 Árbitro(s): ARG Pedro Fabián Concio MEX Luis Macias |
| 13 de junho de 2014 06:00 P2P3 | 22 23 21 | Set 1 Set 2 Set 3 | 25     | Gimnasio Olímpico Juan de la Barrera, Cidade de México Público: 1 000 Árbitro(s): ARG Pedro Fabián Concio MEX Luis Macias |

| 13 de junho de 2014 08:00 P2P3 | República Dominicana | 3 —0              | México   | Gimnasio Olímpico Juan de la Barrera, Cidade de México Público: 1 500 Árbitro(s): PUR David Reyes COL Misael Galindo |
| 13 de junho de 2014 08:00 P2P3 | 25 26                | Set 1 Set 2 Set 3 | 23 20 22 | Gimnasio Olímpico Juan de la Barrera, Cidade de México Público: 1 500 Árbitro(s): PUR David Reyes COL Misael Galindo |

| 14 de junho de 2014 16:00 P2P3 | Trinidad e Tobago | 1 — 3                   | Cuba     | Gimnasio Olímpico Juan de la Barrera, Cidade de México Público: 280 Árbitro(s): ARG Pedro Fabián Concio MEX Luis Macias |
| 14 de junho de 2014 16:00 P2P3 | 17 18 25 10       | Set 1 Set 2 Set 3 Set 4 | 25 20 25 | Gimnasio Olímpico Juan de la Barrera, Cidade de México Público: 280 Árbitro(s): ARG Pedro Fabián Concio MEX Luis Macias |

| 14 de junho de 2014 18:00 P2P3 | Peru        | 2 — 3                         | República Dominicana | Gimnasio Olímpico Juan de la Barrera, Cidade de México Público: 1 000 Árbitro(s): ARG Pedro Fabián Concio MEX Luis Macias |
| 14 de junho de 2014 18:00 P2P3 | 18 21 25 12 | Set 1 Set 2 Set 3 Set 4 Set 5 | 25 22 18 15          | Gimnasio Olímpico Juan de la Barrera, Cidade de México Público: 1 000 Árbitro(s): ARG Pedro Fabián Concio MEX Luis Macias |

| 14 de junho de 2014 20:38 P2P3 | México      | 3 — 2                         | Canadá | Gimnasio Olímpico Juan de la Barrera, Cidade de México Público: 1 800 Árbitro(s): ARG Pedro Fabián Concio MEX Luis Macias |
| 14 de junho de 2014 20:38 P2P3 | 27 13 14 15 | Set 1 Set 2 Set 3 Set 4 Set 5 | 25 9   | Gimnasio Olímpico Juan de la Barrera, Cidade de México Público: 1 800 Árbitro(s): ARG Pedro Fabián Concio MEX Luis Macias |

| 15 de junho de 2014 04:00 P2P3 | República Dominicana | 3 —0              | Canadá   | Gimnasio Olímpico Juan de la Barrera, Cidade de México Público: 650 Árbitro(s): MEX Luis Macias ARG Pedro Fabián Concio |
| 15 de junho de 2014 04:00 P2P3 | 25                   | Set 1 Set 2 Set 3 | 22 14 22 | Gimnasio Olímpico Juan de la Barrera, Cidade de México Público: 650 Árbitro(s): MEX Luis Macias ARG Pedro Fabián Concio |

| 15 de junho de 2014 06:00 P2 | Peru     | 0 — 3             | Cuba     | Gimnasio Olímpico Juan de la Barrera, Cidade de México Público: 800 Árbitro(s): CRC Marvin Mora COL Misael Galindo |
| 15 de junho de 2014 06:00 P2 | 26 25 18 | Set 1 Set 2 Set 3 | 28 27 25 | Gimnasio Olímpico Juan de la Barrera, Cidade de México Público: 800 Árbitro(s): CRC Marvin Mora COL Misael Galindo |

| 15 de junho de 2014 08:00 P2P3 | México      | 3 — 2                         | Trinidad e Tobago | Gimnasio Olímpico Juan de la Barrera, Cidade de México Público: 1 200 Árbitro(s): PUR USA Mary Holly Blalock |
| 15 de junho de 2014 08:00 P2P3 | 18 21 25 15 | Set 1 Set 2 Set 3 Set 4 Set 5 | 25 15 20 8        | Gimnasio Olímpico Juan de la Barrera, Cidade de México Público: 1 200 Árbitro(s): PUR USA Mary Holly Blalock |

## Grupo B
|     |                |     | Jogos | Jogos | Jogos | Resultados | Resultados | Resultados | Resultados | Resultados | Resultados | Sets | Sets | Sets  | Pontos | Pontos | Pontos |
| Pos | Equipe         | Pts | T     | V     | D     | 3–0        | 3–1        | 3–2        | 2–3        | 1–3        | 0–3        | V    | P    | R     | V      | P      | R      |
| --- | -------------- | --- | ----- | ----- | ----- | ---------- | ---------- | ---------- | ---------- | ---------- | ---------- | ---- | ---- | ----- | ------ | ------ | ------ |
| 1   | Estados Unidos | 12  | 4     | 4     | 0     | 4          | 0          | 0          | 0          | 0          | 0          | 12   | 0    | MAX   | 305    | 201    | 1.517  |
| 2   | Argentina      | 9   | 4     | 3     | 1     | 3          | 0          | 0          | 0          | 0          | 1          | 9    | 3    | 3,000 | 286    | 243    | 1.177  |
| 3   | Porto Rico     | 6   | 4     | 2     | 2     | 2          | 0          | 0          | 0          | 0          | 2          | 6    | 6    | 1,000 | 266    | 262    | 1.015  |
| 4   | Colômbia       | 3   | 4     | 1     | 3     | 1          | 0          | 0          | 0          | 0          | 3          | 3    | 9    | 0.333 | 264    | 290    | 0.910  |
| 5   | Costa Rica     | 0   | 4     | 0     | 4     | 0          | 0          | 0          | 0          | 0          | 4          | 0    | 12   | 0,000 | 175    | 300    | 0.583  |

Resultados
| 11 de junho de 2014 17:10 P2P3 | Colômbia | 0 — 3             | Estados Unidos | Polideportivo Carlos Martínez Balmori, Pachuca, Público: 800 Árbitro(s): DOM Nestor Mateo Pérez PER Raul Atachagua |
| 11 de junho de 2014 17:10 P2P3 | 19 28    | Set 1 Set 2 Set 3 | 25 30          | Polideportivo Carlos Martínez Balmori, Pachuca, Público: 800 Árbitro(s): DOM Nestor Mateo Pérez PER Raul Atachagua |

| 11 de junho de 2014 19:24 P2P3 | Argentina | 0 — 3             | Porto Rico | Polideportivo Carlos Martínez Balmori, Pachuca, Público: 753 Árbitro(s): TTO Brian Charles CUB Pedro Morell |
| 11 de junho de 2014 19:24 P2P3 | 25 28     | Set 1 Set 2 Set 3 | 14 22 26   | Polideportivo Carlos Martínez Balmori, Pachuca, Público: 753 Árbitro(s): TTO Brian Charles CUB Pedro Morell |

| 12 de junho de 2014 16:04 P2P3 | Porto Rico | 3 —0              | Costa Rica | Polideportivo Carlos Martínez Balmori, Pachuca, Público: 2 500 Árbitro(s): CAN Scott Dziewirz MEX Pablo Mendoza |
| 12 de junho de 2014 16:04 P2P3 | 25         | Set 1 Set 2 Set 3 | 15 11 19   | Polideportivo Carlos Martínez Balmori, Pachuca, Público: 2 500 Árbitro(s): CAN Scott Dziewirz MEX Pablo Mendoza |

| 12 de junho de 2014 18:09 P2P3 | Estados Unidos | 3 —0              | Argentina | Polideportivo Carlos Martínez Balmori, Pachuca, Público: 1 700 Árbitro(s): CUB Pedro Morell TTO Brian Charles |
| 12 de junho de 2014 18:09 P2P3 | 25             | Set 1 Set 2 Set 3 | 20 14 20  | Polideportivo Carlos Martínez Balmori, Pachuca, Público: 1 700 Árbitro(s): CUB Pedro Morell TTO Brian Charles |

| 13 de junho de 2014 17:00 P2P3 | Porto Rico | 0 — 3             | Estados Unidos | Polideportivo Carlos Martínez Balmori, Pachuca, Público: 725 Árbitro(s): CUB Pedro Morell TTO Brian Charles |
| 13 de junho de 2014 17:00 P2P3 | 18 13 17   | Set 1 Set 2 Set 3 | 25             | Polideportivo Carlos Martínez Balmori, Pachuca, Público: 725 Árbitro(s): CUB Pedro Morell TTO Brian Charles |

| 13 de junho de 2014 19:00 P2P3 | Costa Rica | 0 — 3             | Colômbia | Polideportivo Carlos Martínez Balmori, Pachuca, Público: 800 Árbitro(s): PER Raul Atachagua DOM Nestor Mateo Pérez |
| 13 de junho de 2014 19:00 P2P3 | 16 18 16   | Set 1 Set 2 Set 3 | 25       | Polideportivo Carlos Martínez Balmori, Pachuca, Público: 800 Árbitro(s): PER Raul Atachagua DOM Nestor Mateo Pérez |

| 14 de junho de 2014 17:00 P2 | Colômbia | 0 — 3             | Argentina | Polideportivo Carlos Martínez Balmori, Pachuca, Público: 600 Árbitro(s): CUB Pedro Morell CAN Scott Dziewirz |
| 14 de junho de 2014 17:00 P2 | 27 17 15 | Set 1 Set 2 Set 3 | 29 25     | Polideportivo Carlos Martínez Balmori, Pachuca, Público: 600 Árbitro(s): CUB Pedro Morell CAN Scott Dziewirz |

| 14 de junho de 2014 19:00 P2P3 | Costa Rica | 0 — 3             | Estados Unidos | Polideportivo Carlos Martínez Balmori, Pachuca, Público: 500 Árbitro(s): DOM Nestor Mateo Pérez PER Raul Atachagua |
| 14 de junho de 2014 19:00 P2P3 | 13 9 11    | Set 1 Set 2 Set 3 | 25             | Polideportivo Carlos Martínez Balmori, Pachuca, Público: 500 Árbitro(s): DOM Nestor Mateo Pérez PER Raul Atachagua |

| 15 de junho de 2014 18:09 P2P3 | Porto Rico | 3 —0              | Colômbia | Polideportivo Carlos Martínez Balmori, Pachuca, Público: 525 Árbitro(s): PER Raul Atachagua CUB Pedro Morell |
| 15 de junho de 2014 18:09 P2P3 | 25 31      | Set 1 Set 2 Set 3 | 13 22 29 | Polideportivo Carlos Martínez Balmori, Pachuca, Público: 525 Árbitro(s): PER Raul Atachagua CUB Pedro Morell |

| 15 de junho de 2014 07:00 P2P3 | Argentina | 3 —0              | Costa Rica | Polideportivo Carlos Martínez Balmori, Pachuca, Público: 400 Árbitro(s): CAN Scott Dziewirz TTO Brian Charles |
| 15 de junho de 2014 07:00 P2P3 | 25        | Set 1 Set 2 Set 3 | 18 12 17   | Polideportivo Carlos Martínez Balmori, Pachuca, Público: 400 Árbitro(s): CAN Scott Dziewirz TTO Brian Charles |

## Classificação do 7º ao 10º lugares
Resultados
| 17 de junho de 2014 17:00 P2P3 | Colômbia | 3 —0              | Peru     | Polideportivo Carlos Martínez Balmori, Pachuca, Público: 650 Árbitro(s): Predefinição:B CUB PUR David Reyes |
| 17 de junho de 2014 17:00 P2P3 | 25 31    | Set 1 Set 2 Set 3 | 21 23 20 | Polideportivo Carlos Martínez Balmori, Pachuca, Público: 650 Árbitro(s): Predefinição:B CUB PUR David Reyes |

| 17 de junho de 2014 19:00 P2P3 | México | 3 — 0             | Costa Rica | Polideportivo Carlos Martínez Balmori, Pachuca, Público: 1 200 Árbitro(s): DOM Nestor Mateo Pérez PER Raul Atachagua |
| 17 de junho de 2014 19:00 P2P3 | 25 31  | Set 1 Set 2 Set 3 | 10 22 17   | Polideportivo Carlos Martínez Balmori, Pachuca, Público: 1 200 Árbitro(s): DOM Nestor Mateo Pérez PER Raul Atachagua |

## Quartas de final
Resultados
| 17 de junho de 2014 18:00 P2P3 | Canadá     | 0—3               | Porto Rico | Polideportivo Carlos Martínez Balmori, Pachuca, Público: 300 Árbitro(s): TTO Brian Charles CRC Marvin Mora |
| 17 de junho de 2014 18:00 P2P3 | = 17 16 28 | Set 1 Set 2 Set 3 |            | Polideportivo Carlos Martínez Balmori, Pachuca, Público: 300 Árbitro(s): TTO Brian Charles CRC Marvin Mora |

| 17 de junho de 2014 20:00 P2P3 | Argentina | 3—1                     | Cuba        | Gimnasio Olímpico Juan de la Barrera, Cidade de México Público: 700 Árbitro(s): MEX Luis Macias COL Misael Galindo |
| 17 de junho de 2014 20:00 P2P3 | 25 23 25  | Set 1 Set 2 Set 3 Set 4 | 23 25 20 19 | Gimnasio Olímpico Juan de la Barrera, Cidade de México Público: 700 Árbitro(s): MEX Luis Macias COL Misael Galindo |

## Nono lugar
Resultado
| 18 de junho de 2014 18:04 P2P3 | Peru     | 3—1                     | Costa Rica | Polideportivo Carlos Martínez Balmori, Pachuca, Público: 400 Árbitro(s): PUR David Reyes USA Mary Holly Blalock |
| 18 de junho de 2014 18:04 P2P3 | 25 22 25 | Set 1 Set 2 Set 3 Set 4 | 12 25 14   | Polideportivo Carlos Martínez Balmori, Pachuca, Público: 400 Árbitro(s): PUR David Reyes USA Mary Holly Blalock |

## Sétimo lugar
Resultado
| 18 de junho de 2014 20:00 P2P3 | Colômbia       | 3—2                            | México         | Polideportivo Carlos Martínez Balmori, Pachuca, Público: 2 000 Árbitro(s): PER Raul Atachagua DOM Nestor Mateo Pérez |
| 18 de junho de 2014 20:00 P2P3 | 19 25 18 31 15 | Set 1 Set 2 Set 3 Set 4 Set 54 | 25 19 25 29 11 | Polideportivo Carlos Martínez Balmori, Pachuca, Público: 2 000 Árbitro(s): PER Raul Atachagua DOM Nestor Mateo Pérez |

## Semifinais
Resultados
| 18 de junho de 2014 18:00 P2P3 | Estados Unidos | 3—0               | Porto Rico | Gimnasio Olímpico Juan de la Barrera, Cidade de México Público: 300 Árbitro(s): ARG Pedro Fabián Concio CAN Scott Dziewirz |
| 18 de junho de 2014 18:00 P2P3 | 25             | Set 1 Set 2 Set 3 | 15 21 17   | Gimnasio Olímpico Juan de la Barrera, Cidade de México Público: 300 Árbitro(s): ARG Pedro Fabián Concio CAN Scott Dziewirz |

| 18 de junho de 2014 20:00 P2P3 | República Dominicana | 3—0               | Argentina | Gimnasio Olímpico Juan de la Barrera, Cidade de México Público: 1 050 Árbitro(s): CRC Marvin Mora TTO Brian Charles |
| 18 de junho de 2014 20:00 P2P3 | 25 26                | Set 1 Set 2 Set 3 | 21 18 24  | Gimnasio Olímpico Juan de la Barrera, Cidade de México Público: 1 050 Árbitro(s): CRC Marvin Mora TTO Brian Charles |

## Quinto lugar
Resultado
| 19 de junho de 2014 16:00 P2P3 | Canadá      | 1—3                     | Cuba     | Gimnasio Olímpico Juan de la Barrera, Cidade de México Público: 150 Árbitro(s): ARG Pedro Fabián Concio PUR David Reyes |
| 19 de junho de 2014 16:00 P2P3 | 24 25 21 16 | Set 1 Set 2 Set 3 Set 4 | 26 23 25 | Gimnasio Olímpico Juan de la Barrera, Cidade de México Público: 150 Árbitro(s): ARG Pedro Fabián Concio PUR David Reyes |

## Terceiro lugar
Resultado
| 19 de junho de 2014 18:12 P2P3 | Porto Rico     | 3—2                           | Argentina      | Gimnasio Olímpico Juan de la Barrera, Cidade de México Público: 1 600 Árbitro(s): CAN Scott Dziewirz COL Misael Galindo |
| 19 de junho de 2014 18:12 P2P3 | 24 25 24 25 16 | Set 1 Set 2 Set 3 Set 4 Set 5 | 26 15 26 15 14 | Gimnasio Olímpico Juan de la Barrera, Cidade de México Público: 1 600 Árbitro(s): CAN Scott Dziewirz COL Misael Galindo |

## Final
Resultado
| 19 de junho de 2014 20:51 P2P3 | Estados Unidos | 1—3                     | República Dominicana | Gimnasio Olímpico Juan de la Barrera, Cidade de México Público: 3 500 Árbitro(s): TTO Brian Charles CRC Marvin Mora |
| 19 de junho de 2014 20:51 P2P3 | 18 25 21       | Set 1 Set 2 Set 3 Set 4 | 25 17 25             | Gimnasio Olímpico Juan de la Barrera, Cidade de México Público: 3 500 Árbitro(s): TTO Brian Charles CRC Marvin Mora |